# Antoine Ó Raifteiri
Antoine Ó Raifteiri (aussi Antoine Ó Reachtabhra, anglicisé en Anthony Raftery) (1779-1835) était un poète irlandais de langue irlandaise, qui a souvent été appelé « le dernier des bardes errants ». 

## Biographie
Natif de Kiltimagh, dans le comté de Mayo, Ó Raifteiri perdit la vue à cause de la variole. Il gagna sa vie en jouant du violon et en interprétant ses chansons et ses poèmes aux domiciles de la gentry anglo-irlandaise. Certains considèrent que son œuvre, qui fait appel aux formes et aux idiomes de la poésie irlandaise populaire, marque la fin de la tradition littéraire des écoles de bardes. Aucun de ses poèmes ne fut mis par écrit de son vivant, et ce fut Douglas Hyde, Lady Gregory et d'autres, qui les collectèrent auprès de ceux à qui il les enseigna, et qui les publièrent plus tard.
Parmi les poèmes les plus durables d'Ó Raifteiri, on peut citer Eanach Dhuin, Cill Aodain, qui sont toujours appris par les écoliers irlandais. Beaucoup pensent qu'il est l'auteur de Mise Raifteirí an File, alors qu'en fait ce poème a été écrit aux États-Unis, vers la fin du XIXe siècle par Seán Ó Ceallaigh. Ses quatre premiers vers apparaissaient au verso du billet de cinq livres irlandaises, série C.
Voici le texte de ce poème :
Mise Raifteirí, an file,
lán dóchais is grá
le súile gan solas,
ciúineas gan crá
Dul siar ar mo aistear,
le solus mo Chroidhe,
Fann agus tuirseadh,
go deireadh mo shlighe
Feach anois mé 's
mo aghaidh ar bhalla,
Ag seinm ceoil
le pocaibh falamh.
Traduction :
Je suis Raifteirí, le poète,
Plein d'espoir et d'amour,
Les yeux sans lumière,
Paisible et sans tourment.
Je poursuis mon voyage
À la lumière de mon cœur,
Faible et fatigué
À la fin de ma route.
Regardez-moi maintenant,
Adossé au mur,
Chantant et jouant
Devant des poches vides.
Ó Raifteiri est enterré à Rahasane, près de Craughwell, dans le comté de Galway.